# Insula orchestra
 (juillet 2019).
Si vous disposez d'ouvrages ou d'articles de référence ou si vous connaissez des sites web de qualité traitant du thème abordé ici, merci de compléter l'article en donnant les références utiles à sa vérifiabilité et en les liant à la section « Notes et références ».
Insula orchestra est un orchestre sur instruments d’époque fondé en 2012 par Laurence Equilbey. Depuis avril 2017, il est en résidence à La Seine Musicale. Dans le cadre de cette résidence, il est responsable d’une partie de la programmation de l’Auditorium. L’orchestre est soutenu par le Département des Hauts-de-Seine.

## Historique
L’orchestre a été fondé en 2012 par Laurence Equilbey. Ses membres utilisent des instruments d’époque et son répertoire s'étend principalement du classicisme au romantisme, comprenant des programmes symphoniques, lyriques ou encore avec chœur et solistes. Mozart, Beethoven, Schubert ou Weber sont au centre de ce répertoire. 
En 2017, Insula orchestra inaugure La Seine musicale. L’orchestre se produit en France et à l’international. Depuis sa création, il a été invité à la Philharmonie de Paris, à la Philharmonie de l’Elbe à Hambourg, à la Kölner Philharmonie, à la Philhmarmonie de Essen, à la Philharmonie nationale de Varsovie, à la Mozartwoche de Salzbourg, à l’Opéra Comique, au Stadtcasino à Bâle, au Louvre Abu Dhabi et au Lincoln Center à New York. Depuis deux saisons, Laurence Equilbey confie la direction d’Insula orchestra à des chefs invités : Leonardo García Alarcón, Christian Zacharias, Speranza Scappucci, Duncan Ward.
Insula orchestra participe aussi à des productions scéniques tel que Der Freischütz de Carl Maria von Weber avec la Cie 14:20 (la compagnie) ou encore La Création de Haydn avec La Fura dels Baus.

## Discographie
- 2014 – Mozart : Requiem
- 2015 – Gluck : Orphée et Eurydice
- 2017 – Mozart : Messe du couronnement, Vêpres solennelles d’un Confesseur
- 2017 – Schubert : Nacht und Träume (en)
- 2018 – Beethoven : Concerto pour piano no 4 ; Concerto pour piano no 5
- 2019 – Beethoven : Triple Concerto ; Choral Fantasy[7]
- 2020 – Mozart : Magic Mozart
- 2021 – Louise Farrenc : Symphonies nos 1 et 3

## Filmographie
- 2018 – Haydn : La Création